# Holothrix schlechteriana
Holothrix schlechteriana là một loài thực vật có hoa trong họ Lan. Loài này được Kraenzl. ex Schltr. mô tả khoa học đầu tiên năm 1899.